# Феодосийская картинная галерея имени И. К. Айвазовского
Феодосийская картинная галерея имени И. К. Айвазовского — один из крупнейших в мире музеев маринистической живописи и мемориальный дом выдающегося русского художника И. К. Айвазовского. Собрания музея насчитывает более 13 тысяч экспонатов, связанных с Айвазовским, его художественной традицией и временем. Музей расположен в городе Феодосия и занимает два здания – дом Айвазовского с основной экспозицией и главными хранилищами музея (ул. Галерейная, 2) и особняк сестры художника Е.К. Мазировой, отданный под выставочные пространства и научно-административные нужды (ул. Галерейная, 4). 
Является одним из самых популярных музеев Крыма.

## История

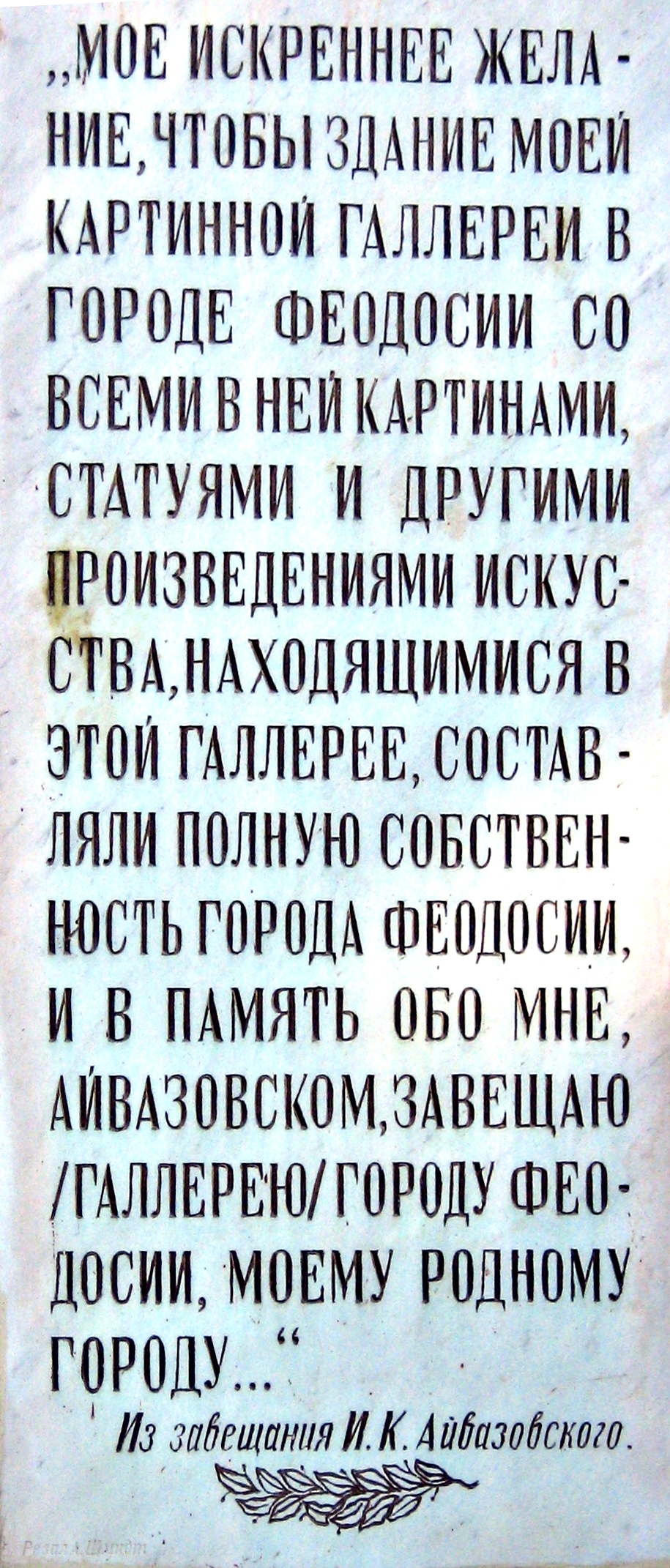

Рождение галереи связывают с 1845 годом, когда в части большого вновь отстроенного художником на феодосийской набережной особняка для публичного обозрения были выставлены его первые 49 работ. Тогда же и там же начала действовать школа живописи Айвазовского.
В 1880 году пространство дома расширилось – был пристроен дополнительный корпус под выставочный зал. Галерея стала первым на территории Российской империи музеем одного художника и третьим после Эрмитажа и Румянцевского музея общедоступным культурным местом.
После смерти Айвазовского в 1900 году галерея по его завещанию стала собственностью города.
В 1921 году – национализирована.
В галерее находится собрание из около 13 тысяч произведений морской тематики, в том числе ей принадлежит самая большая в мире коллекция произведений И. К. Айвазовского (416 работ).
Экспозиция галереи знакомит с творчеством Ивана Айвазовского, историей его семьи, историей самой галереи. В комнате-сейфе экспонируются ценные вещи семьи Айвазовского.
В соседнем здании — доме сестры художника — собраны картины Айвазовского на мифологическую и библейскую темы, работы иностранных маринистов XVIII—XIX веков, современников великого художника, представляющих Киммерийскую школу живописи — М. Волошина, Л. Лагорио, К. Богаевского, учеников Айвазовского — М. Латри, А. Фесслера, А. Куинджи, произведения советских художников.
В конце 1920 года в здании галереи были размещены Феодосийский отдел ЧК, морской и дивизионный особые отделы Красной армии и Красного флота. За время их пребывания в здании галереи ряд картин были повреждены.
В 1922 году в помещениях был произведён ремонт, и 17 декабря, после восьмилетнего перерыва, галерея, как государственный музей СССР, вновь приняла посетителей. Первым директором галереи Айвазовского стал художник и искусствовед Герасим Афанасьевич Магула. Он организовал в Феодосии и уезде сбор художественных ценностей, оставленных эмигрировавшими, и на базе их организовал в жилых комнатах здания Музей художественных ценностей, просуществовавший до 1925 года; посетители знакомились с произведениями прикладного искусства (фарфором, изделиями из серебра), старинной мебелью, оружием. Уже в 1923 году директором стал Н. С. Барсамов.
В 1930 году перед галереей был установлен памятник Айвазовскому работы скульптора И. Я. Гинцбурга с надписью «Феодосия — Айвазовскому».
Во время фашистской оккупации Крыма картинная галерея героическими усилиями директора галереи — Николая Степановича Барсамова и его супруги Софьи Барсамовой, была эвакуирована в Ереван. Сначала из Феодосии картины были перевезены в Новороссийск, а оттуда в Краснодар. Там был получен приказ вести картины в Сталинград. Нарушив приказ, Николай Степанович, предварительно заручившись приглашением из Армении, решает везти картины в Ереван. Пока картины находились в Краснодаре, там была развёрнута выставка. Впоследствии выставки были организованы и в самом Ереване. В ноябре 1944 года картинная галерея была возвращена в Феодосию. Потерь во время эвакуации не было.
С. А. Барсамова оставила свои воспоминания о последних днях пребывания в эвакуации: «Провожали нас очень трогательно. Комендант ереванской галереи Пашик пригласил всех музейных работников на проводы Барсамовых. Никогда ни раньше, ни позже не провожали нас с такой теплотой и душевностью. Получив вагон, в котором разместились наши ящики, получив паек, которым мы питались потом в продолжение года, получив лекарства на случай болезни, попрощались с добрыми людьми, с гостеприимным Ереваном и пустились в обратный путь».
За годы фашистской оккупации дом Айвазовского был сильно поврежден снарядами и пулеметными очередями. С конца 1944 года в зданиях галереи и ближайшей территории начались ремонтно-восстановительные работы. И в мае 1946 г. музей вновь встретил посетителей.
В послевоенное время хранилище галереи неоднократно пополнялось. Был открыт мемориальный зал Айвазовского, рассказывающий историю его семьи и хранящий семейные ценности. На базе музея был оборудован лекторий и конференц-пространства.
В 1980 году Феодосийская картинная галерея имени И. К. Айвазовского награждена орденом Дружбы народов.
В настоящее время галерея не только музей, но и научно-просветительский центр юго-восточного Крыма. В ее стенах регулярно проходят международные арт-конференции, фестивали классической музыки, выставки, ведется большая научно-исследовательская и издательская деятельность.

## Коллекция
В настоящее время в галерее собраны уникальные произведения маринистической живописи, графика, архивные документы и фотодокументы, мемориальные вещи и предметы декоративно-прикладного искусства — всего более 13 тысяч экспонатов (по данным галереи на 2021 год). Основу коллекции главного корпуса галереи составляет живопись и графика И. К. Айвазовского — 417 работ (крупнейшая в мире коллекция его произведений). Наиболее известные среди выставляемых работ — «Бриг „Меркурий“, атакованный двумя турецкими кораблями», «Севастопольский рейд», «Корабль „Мария“ на Северном море», «Георгиевский монастырь», «Море. Коктебель», а также самое большое живописное полотно Айвазовского «От штиля к урагану» (212 на 708 см).
В дополнительном корпусе, особняке сестры художника Е.К. Мазировой, выставляются картины Айвазовского на мифологическую и библейскую темы, а также работы внуков, учеников и современников Айвазовского – И.И. Левитана, Л.Ф. Лагорио, А.И. Фесслера, М.П. Латри, А.В. Ганзена, К.Ф. Богаевского, М.А. Волошина, Н.С. Барсамова, А. Куинджи, – а также художников XX-XXI веков..
|                                |  |                                                                    |  |                                       |  |                                      |
| Феодосийская картинная галерея |  | Отдел галереи «Русская и современная марина», Дом сестры художника |  | Выставочный зал в галерее в 2008 году |  | Памятник Айвазовскому перед галереей |